# Gilbert Grape – Irgendwo in Iowa

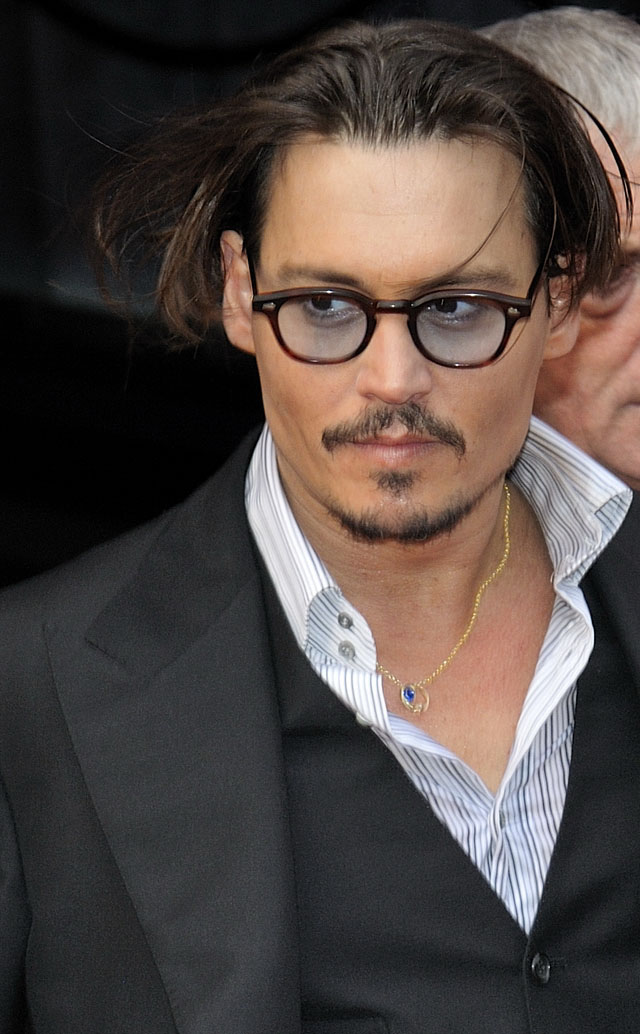
Die Titelrolle besetzte Johnny Depp.

Gilbert Grape – Irgendwo in Iowa ist ein US-amerikanischer Film des Regisseurs Lasse Hallström nach einem Roman von Peter Hedges. Die Tragikomödie schildert, wie der belastende Alltag eines jungen Mannes (Johnny Depp) aus den Fugen gerät. Durch die junge Becky (Juliette Lewis) beginnt er, das Leben mit seiner Familie, allem voran mit seinem geistig behinderten Bruder (Leonardo DiCaprio), zu hinterfragen.
Der Film startete am 17. Dezember 1993 in den US-Kinos und gilt trotz guter Kritiken als Flop: Gegenüber einem Budget von rund 11 Millionen US-Dollar konnte er in den nordamerikanischen Kinos nur rund 10 Millionen US-Dollar wieder einspielen.

## Handlung
Der Film spielt in der fiktiven Kleinstadt Endora in Iowa, die ihren wenigen Einwohnern kaum Attraktivität und wenig Abwechslung bietet. Den alljährlichen Höhepunkt bildet eine Wohnwagen-Karawane, die in den Sommermonaten das Gebiet durchquert.
Der 25-jährige Gilbert Grape ist nach dem Suizid seines Vaters der Ersatzvater seiner Familie. Zu dieser gehören die psychisch labile Mutter Bonnie, einst eine Schönheit, die nach dem Tod ihres Mannes das Haus nicht mehr verlassen hat und nun äußerst fettleibig ist; die ältere Schwester und Ersatzmutter Amy; die pubertierende Schwester Ellen und der geistig zurückgebliebene Bruder Arnie, der im Film seinen 18. Geburtstag feiert. Die Familie lebt in einem maroden Landhaus, dessen Tragwerk elementare Mängel aufweist. Zu Gilberts Aufgaben gehören die Instandhaltung des Hauses sowie die Beaufsichtigung von Arnie, den man nicht sich selbst überlassen kann. Seine eigenen Interessen ordnet Gilbert diesen Aufgaben unter; ohne große Zukunftsaussichten jobbt er als Hilfskraft in einem sterbenden Lebensmittelgeschäft und hat sich auf eine Affäre mit der liebeshungrigen Familienmutter Betty Carver eingelassen. Gilberts Freunde sind der Bestattungsunternehmer Bobby McBurney und der Imbissbudenbesitzer Tucker van Dyke.
Arnie klettert gern auf Bäume und ist besessen von dem Vorhaben, auf den Wasserturm des Ortes zu steigen, was jedes Mal einen Rettungseinsatz auslöst. Sein unbekümmerter Elan und seine Unfähigkeit zur Rücksichtnahme beanspruchen die Geduld aller Familienmitglieder in erheblichem Maß.
Im Rahmen der alljährlichen Wohnwagen-Karawane sind die junge Becky und ihre Großmutter durch eine Autopanne gezwungen, einige Tage in Endora zu bleiben. Gilbert und die offene, bodenständige Becky empfinden Faszination füreinander, doch ist Gilbert klar, dass eine nähere Beziehung mit seinen Verpflichtungen und einer eifersüchtigen Betty Carver kollidieren wird. Beckys Wunsch, seine Mutter kennenzulernen, blockt er mehrmals ab. Später jedoch vernachlässigt er für einen gemeinsamen Abend mit Becky erstmals seine Pflichten, indem er Arnie in der Badewanne allein lässt, der am nächsten Morgen noch frierend im kalten Wasser sitzt. Als Arnie in einem unbeobachteten Moment erneut auf den Wasserturm steigt, nimmt ihn die Polizei in Gewahrsam. Nun sieht sich seine Mutter dazu veranlasst, nach Jahren erstmals das Haus zu verlassen, um auf der Polizeiwache die Freilassung ihres Sohnes einzufordern. Dort wird sie zum Blickfang für gaffende Passanten, was Gilbert äußerst unangenehm ist.
Am Abend vor der großen Feier von Arnies 18. Geburtstag spitzt sich die Situation zu, als der überforderte Gilbert dem unkooperativen Bruder ins Gesicht schlägt und ihn dabei verwundet. Entsetzt über seinen Verstoß gegen den Familienkodex „Niemals Arnie weh tun“ stürzt Gilbert im Dunkeln aus dem Haus und fährt davon; Arnie flüchtet zu Becky und ihrer Großmutter. Der jungen Frau gelingt es, ihn zu beruhigen und seinen Schwestern zu übergeben, die auf der Suche nach ihm die Gegend abgefahren haben. Gilbert, der die Szenerie heimlich beobachtet, wird von Becky entdeckt und verbringt die Nacht mit ihr am See. Zur Geburtstagsparty kehrt er nach Hause zurück und versöhnt sich mit seiner Familie. Die Mutter schildert ihm, dass sie sich ihrer Belastung für die Kinder in all der Zeit bewusst gewesen war und niemals eine Witzfigur sein wollte. Becky, von Arnie eingeladen, kommt auch zur Party und wird von Gilbert seiner Mutter vorgestellt. Als diese sich verlegen für ihr Aussehen entschuldigt, signalisiert Becky ihr freundlich, dass es ihr auf Äußeres nicht ankomme.
Am Abend des Geburtstags entschließt sich die Mutter, statt wie bisher auf dem Sofa erstmals wieder in ihrem eigenen Bett in der oberen Etage zu übernachten. Mit größter Mühe schleppt sie sich die Treppe hinauf, fällt außer Atem auf ihr Bett und verlangt ihr Geburtstagskind zu sehen. Als Arnie eintrifft, ist sie tot. Um sie nicht der Lächerlichkeit preiszugeben – man müsste den Leichnam mit einem Kran aus dem Haus hieven –, räumen die Geschwister das Mobiliar aus dem Haus, Gilbert steckt das Gebäude dann in Brand.
Ein Jahr später, die Schwestern haben woanders ein eigenes Leben gefunden, warten Gilbert und Arnie erneut auf die Wohnwagen-Karawane. Sie fahren mit Becky und ihrer Großmutter davon.

## Entstehung und Inszenierung
| Figur           | Darsteller            | Deutscher Sprecher |
| --------------- | --------------------- | ------------------ |
| Gilbert Grape   | Johnny Depp           | Gunnar Helm        |
| Arnie Grape     | Leonardo DiCaprio     | David Nathan       |
| Becky           | Juliette Lewis        | Irina von Bentheim |
| Bonnie Grape    | Darlene Cates         | Marianne Groß      |
| Amy Grape       | Laura Harrington      | Maud Ackermann     |
| Ellen Grape     | Mary Kate Schellhardt | Ranja Bonalana     |
| Betty Carver    | Mary Steenburgen      | Anita Lochner      |
| Ken Carver      | Kevin Tighe           | Uwe Paulsen        |
| Tucker van Dyke | John C. Reilly        | Rainer Doering     |
| Bobby McBurney  | Crispin Glover        | Matthias Klages    |

Lasse Hallström vereinigt in diesem Film die Tugenden der europäischen mit den amerikanischen Filmqualitäten. Makabere Ironie und skurrile Einfälle ziehen sich durch den Film hindurch, jedoch steht die Sympathie zu den Protagonisten im Vordergrund. Trotz des deutschen Titels Irgendwo in Iowa befanden sich die Drehorte ausschließlich in Texas.
Die deutschsprachige Fassung entstand in den Studios der Berliner Synchron GmbH Wenzel Lüdecke. Das Dialogbuch wurde von Alexander Löwe verfasst, Dialogregie führte Clemens Frohmann. David Nathan, der seit Don Juan DeMarco (1995) als deutsche Feststimme von Johnny Depp gilt, synchronisierte in dieser Produktion Leonardo DiCaprio als geistig behinderten Arnie Grape. Die Rolle von Depp übernahm indes der deutsche Theater-, Film- und Fernsehschauspieler Gunnar Helm.

## Rezeption
Gilbert Grape erhielt ein gutes Presseecho, was sich auch in den Auswertungen US-amerikanischer Aggregatoren widerspiegelt. So erfasst Rotten Tomatoes größtenteils positive Besprechungen und ordnet den Film dementsprechend als „Verbrieft Frisch“ ein. Laut Metacritic fallen die Bewertungen im Mittel „Grundsätzlich Wohlwollend“ aus. Es folgen einige repräsentative Pressestimmen:

„Sensibel und humorvoll inszeniertes Porträt amerikanischen Kleinstadtlebens und ein berührendes Plädoyer für den ‚normalen‘ Umgang mit Behinderten und deren Integration ins Gemeinwesen.“

„Regisseur Hallström gelingt das Kunststück, für seine tragischen Helden echte Sympathie zu wecken. Mit einer Glanzleistung spielte sich der damals 20-jährige DiCaprio ganz nach oben und erhielt seine erste Oscar-Nominierung.“

Leonardo DiCaprio war als bester Nebendarsteller für den Oscar und einen Golden Globe nominiert und erhielt neben einer Auszeichnung der Chicago Filmkritiker als vielversprechendster Darsteller den Preis der National Board of Review. In Deutschland wurde der Film von der Gilde deutscher Filmkunsttheater als bester ausländischer Film ausgezeichnet.

## Belege und weiterführende Informationen
1. ↑  Financial Information. In: The Numbers. Abgerufen am 3. Mai 2025 (englisch).
2. ↑  What’s Eating Gilbert Grape. In: Box Office Mojo. Abgerufen am 15. Mai 2020.
3. ↑  What’s eating Gilbert Grape? In: Dieter Krusche (Hrsg.): Reclams Filmführer. 13., neu bearbeitete Auflage. Reclam, Stuttgart 2008, ISBN 978-3-15-010676-1, S. 778f.
4. ↑  pflugervilletx.gov: Film Friendly Pflugerville (Memento vom 28. Dezember 2015 im Internet Archive)
5. ↑  Gilbert Grape – Irgendwo in Iowa. In: Deutsche Synchronkartei. Abgerufen am 21. November 2017.
6. 1 2  Gilbert Grape – Irgendwo in Iowa. In: Rotten Tomatoes. Fandango, abgerufen am 27. Dezember 2024 (englisch, aggregiert aus 52 Kritiken).
7. 1 2  Gilbert Grape – Irgendwo in Iowa. In: Metacritic. Abgerufen am 27. Dezember 2024 (englisch, aggregiert aus 20 Kritiken).
8. 1 2 3  Gilbert Grape – Irgendwo in Iowa. In: Lexikon des internationalen Films. Filmdienst, abgerufen am 25. November 2024.
9. ↑  Brian J. Dillard: Kritik zu Gilbert Grape – Irgendwo in Iowa (Memento vom 26. Oktober 2021 im Internet Archive) bei AllMovie (englisch)
10. ↑  Gilbert Grape – Irgendwo in Iowa. In: TV Spielfilm. Abgerufen am 21. Februar 2022.

- Weitere Filmlinks:
- IMDb: Link |
- OFDb: Link |
- AFI: Link |
- Schnittberichte: Link |
- TMDb: Link |
- Letterboxd: Link |
- Moviepilot: Link |
- bearbeiten